# Cosmarium sexangulare
Cosmarium sexangulare  là một loài Song tinh tảo trong họ Desmidiaceae, thuộc chi Cosmarium.